# Jacques Martin (componist)
Jacques Martin (Wezet, 22 juni 1851 – aldaar, 5 mei 1930) was een Belgisch componist, dirigent en musicus.

## Levensloop
Als klein jongetje werd hem al het notensysteem geleerd. Martin was gefascineerd door de opbouw en de theorie, dat hij zichzelf aanleerde. Tijdens de militaire dienst (Fort-Artillerie), heeft hij in zijn vrije tijd zijn muzikale studies voortgezet. Alhoewel hij net uit de dienstplicht ontslagen was, behaalde hij in 1888 bij het 5e Linie-Regiment het kapelmeesterdiploma. 
In 1889 werd hij tot kapelmeester van de Muziekkapel van het 7e Linie-Regiment benoemd. Dit muziekkorps won spoedig aan muzikaal niveau. Regelmatige bezoeker van concerten van dit muziekkorps en latere vriend van Martin was de directeur van het Koninklijk Vlaams Muziek-Conservatorium te Antwerpen, Peter Benoit. In 1911 nam Martin afscheid van zijn muziekkorps, maar in 1913 werd hij tot ere-inspecteur van de militaire muziekkorpsen van België benoemd. Hij was ook dirigent van het harmonieorkest "Saint-Martin" te Wezet.
Als componist schreef hij meer dan 400 werken, in hoofdzaak voor harmonie- en fanfareorkest.

## Composities

### Werken voor harmonie- en fanfareorkest
- 1892 Mars van het 7de Linie Regiment
- 1923 Marche de Tabora
- Après la Noce, ballet in 4 delen voor harmonieorkest
- Courtoisie, ouverture
- En Famille, fantasie
- Fleurs de Nice, fantasie
- Honneur et Patrie, ouverture
- L'Avenir, fantasie
- L'Indépendance, ouverture
- Leste et Enjoué, mars
- Liberté, ouverture
- Loyauté, ouverture
- Marche des Eburons, concertmars
- Mars et Minerve
- Sympathie
- Voyages de Noces